# Mataraca
Mataraca är en kommun i Brasilien.   Den ligger i delstaten Paraíba, i den östra delen av landet, 1 700 km nordost om huvudstaden Brasília. Antalet invånare är 7 404.
Omgivningarna runt Mataraca är en mosaik av jordbruksmark och naturlig växtlighet.